# Muziektijdschrift
Een muziektijdschrift is een tijdschrift dat alleen over muziek gaat. Sommige zijn gericht op popartiesten, andere op rock, klassieke muziek of jazz.

## België
- Back To The Roots (blues)
- Cutting Edge (online)
- Jazz&mo' (jazz)
- Joepie (pop, 1973-2015)
- Le Guide Musical (klassiek, 1855-1915)
- Mindview (hardrock, 1993-2011)
- rekto:verso (kunst)
- RifRaf

## Nederland
- Aardschok
- Aloha (1969-1974)
- Bassic Groove
- de Bassist
- Encore!Magazine
- FRET (1993-2012)
- Gitarist
- Gonzo (circus)
- Heaven
- Hitkrant
- Hitweek (1965-1969)
- Home Recording Magazine
- iO Pages
- Jazzism
- LiveXS (1995-2013)
- Lords of Metal
- Luister
- Lust for Life
- Lusthof der lekenmuziek (1949-1950)
- Mens en Melodie (1946-2012)
- Musicmaker
- Muziek.nl magazine (opgeheven)
- Off The Record Magazine (opgeheven)
- 1WayWind the magazine
- OOR
- Opscene (opgeheven)
- Pianist (Nederlandstalige editie)
- Popfoto (1966-1995)
- Preludium
- Slagwerkkrant
- Soundz
- TDI Mag (The Daily Indie)
- That Dam! Magazine
- Up Magazine (opgeheven)
- WAHWAH (opgeheven)
- Watt (opgeheven)

## Verenigde Staten
- Alternative Press
- Billboard
- DownBeat
- Fono Forum
- Jazztimes
- Rock Sound
- Rolling Stone
- The Etude

## Verenigd Koninkrijk
- BBC Music
- Big Cheese
- Classic Rock
- DJ Magazine
- fRoots (opgeheven)
- Gramophone
- Jazzwise
- Kerrang!
- Melody Maker
- Mojo
- NME
- Prog
- Q
- Rock Sound
- Songlines
- The Strand Musical Magazine
- Uncut

## Overig
- BRAVO (Duits)
- Diapason (Frans)
- El Expreso Imaginario (Argentijns)
- Enderrock (Catalaans)
- Jazz thing (Duits)
- Melodic (Zweeds digitaal (hard)rock en alternatief muzieknieuws, Engelstalig)
- Metal Hammer (o.a. Duits)
- Opernwelt (Duits)
- Pianist (meerdere landen en talen)
- Rockdalux (Spaanstalig)
- Rolling Stone (Duitse editie)
- Sonic Seducer (Duits)